# Przeginia (województwo małopolskie)

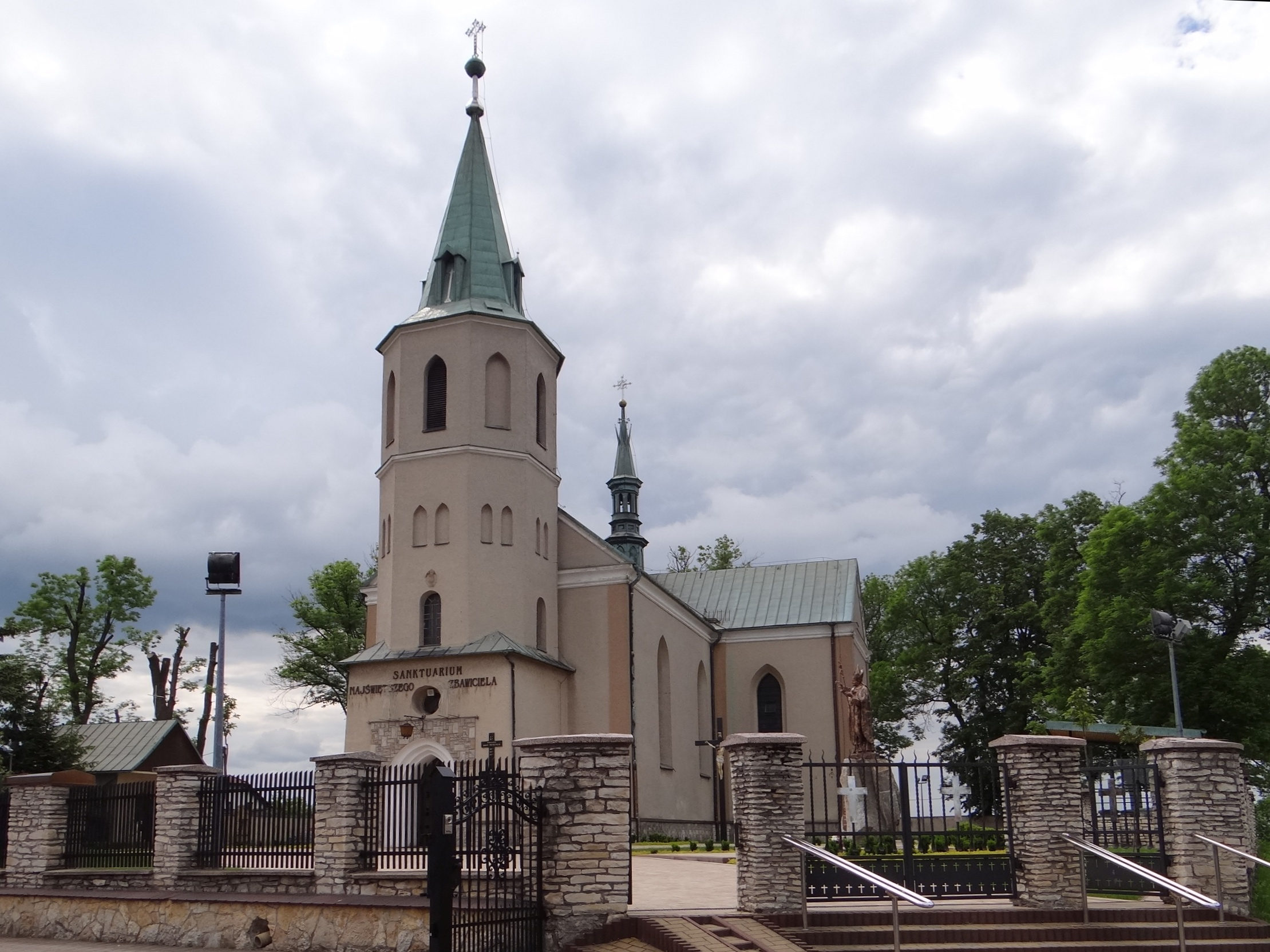
Kościół

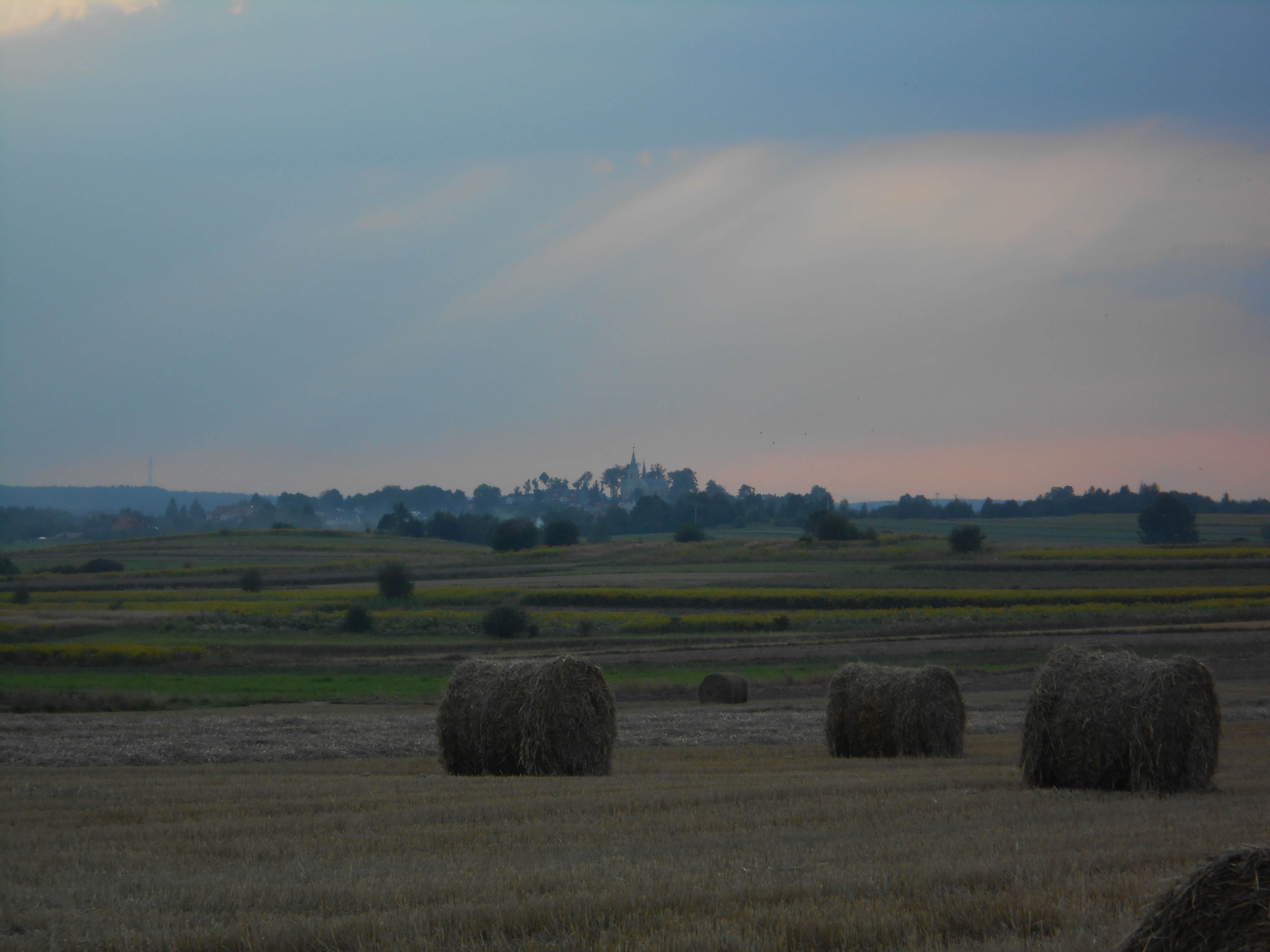
Przeginia widok z północy

Przeginia – wieś w Polsce, położona w województwie małopolskim, w powiecie krakowskim, w gminie Jerzmanowice-Przeginia, przy drodze krajowej 94, na Wyżynie Olkuskiej będącej częścią Wyżyny Krakowsko-Częstochowskiej.
W latach 1975–1998 wieś administracyjnie należała do województwa krakowskiego.
W 1595 roku wieś położona w powiecie proszowskim województwa krakowskiego była własnością wojskiego krakowskiego Stanisława Szafrańca. W latach 1973–1976 miejscowość była siedzibą gminy Przeginia.

## Integralne części wsi
| SIMC    | Nazwa         | Rodzaj                          |
| ------- | ------------- | ------------------------------- |
| 0321253 | Brzeg         | część wsi (zniesiona w 2023 r.) |
| 0321260 | Do Mostu      | część wsi                       |
| 0321276 | Masalina Góra | część wsi                       |
| 0321282 | Na Pańskie    | część wsi                       |
| 0321299 | Na Skotnicy   | część wsi                       |
| 0321307 | Nowa Wieś     | część wsi                       |
| 0321313 | Pod Bożą Męką | część wsi                       |
| 0321320 | Pod Działkami | część wsi (zniesiona w 2023 r.) |
| 0321336 | Spławy        | część wsi                       |

## Historia
Wieś należy do najstarszych osad w okolicy. W dokumentach pojawia się jako Preghina w 1225 roku. Wzmianka o niej pojawia się w 1228 roku w dokumencie określającym, że mieszkańcy Pregyni płacą klasztorowi Norbertanek w Imbramowicach dziesięcinę. Była ona własnością szlachecka należącą do klucza pieskoskalskiego. W XV w. pojawia się Przeginya będąca wsią królewską. Od XVI w. należała ona do dóbr w Pieskowej Skale. W 1529 roku w tutejszym kościele proboszczem był Marcin Biem z Olkusza – słynny astronom i współtwórca kalendarza gregoriańskiego. Stanisław Szafraniec, wojewoda, kasztelan, był rzecznikiem tolerancji religijnej i ograniczenia uprawnień Kościoła katolickiego. Brał czynny udział w życiu małopolskiego kościoła protestanckiego. W latach 1550–1555 ufundował w swoich dobrach zbory kalwińskie, m.in. w Przegini, zamieniając kościół na zbór. Nazwa wsi pochodzi od prasłowiańskiego rzeczownika pregybni oznaczającego teren górzysty. W istocie trudno o bardziej właściwą nazwę dla miejscowości, od której rozpoczyna się Wyżyna Krakowsko-Częstochowska. Inne pochodzenie nazwy wsi znamy z legendy o pierścieniu. Czeski kupiec Radoslav wraz ze swoją wybranką Michaelą wędrując do Krakowa musiał przedostać się przez zaśnieżoną drogę. Wóz kupca stanął pod naporem śniegu. Czech wpadł w zaspę śnieżną i zgubił swój drogocenny pierścień, który miał darować w zaślubiny wybrance. Wtem z jego ust padły słowa: „Jak te śniegi przeginą, odnajdę to miejsce i odzyskam swoją własność”. W 1789 wieś zamieszkiwały 662 osoby, w 1827 – 761, pod koniec XIX w. ponad 1000.